# SN 1989F
SN 1989F – supernowa typu II odkryta 7 marca 1989 roku w galaktyce UGC 8084. W momencie odkrycia miała maksymalną jasność 16,50m.